# Hakan (utónév)
A Hakan török férfiutónév. A türk és mongol államokban tisztség volt, a „kánok kánja”. Az oszmán szultánok is használták rangként.

## Ismert Hakan utónevű személyek
„Hakan” utónevű személyek szócikkeinek listája a Wikidata alapján
- Hakan Balta, török labdarúgó
- Hakan Şükür, török labdarúgó
- Hakan Yakın, svájci labdarúgó